# 布勞威爾不動點定理

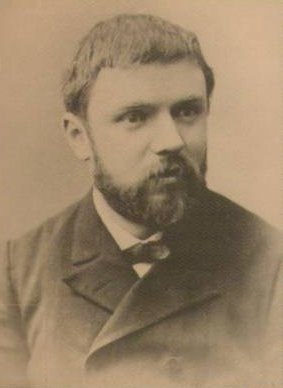
1886年，亨利·庞加莱证明了与布劳威尔不动点定理等价的一个定理。定理在三维空间情况下的确切叙述由皮耶·波尔在1904年证明，而一般情况下的定理有雅克·阿达马在1910年证明。魯伊茲·布勞威爾在1912年提出了一个新的证明方法。

在数学中，布勞威爾不动点定理是拓扑学里一个非常重要的不动点定理，它可应用到有限维空间并构成了一般不动点定理的基石。布勞威爾不动点定理得名于荷兰数学家魯伊茲·布勞威爾（荷蘭語：L. E. J. Brouwer）。
布劳威尔不动点定理说明：对于一个拓扑空间中满足一定条件的连续函数{\displaystyle f}，存在一个点{\displaystyle x_{0}}，使得{\displaystyle f(x_{0})=x_{0}}。布劳威尔不动点定理最简单的形式是对一个从某个圆盘{\displaystyle D}射到它自身的函数{\displaystyle f}。而更为广义的定理则对于所有的从某个欧几里得空间的凸紧子集射到它自身的函数都成立。
关于不动点的定理很多，但布劳威尔不动点定理是最著名的不动点定理之一，因为它在不少领域中都有应用。
在最初的领域中，这个结果与若尔当曲线定理、毛球定理和博苏克－乌拉姆定理一样，是少数刻画欧几里得空间之拓扑性质的关键定理之一。因此，布劳威尔定理在拓扑学中也有重要的地位。这个定理也被应用于证明各种微分方程的深入结果中，在大部分的微分几何课程中都可以见到对这个定理的介绍。即使在看上去与这个定理没有什么关系的领域，例如博弈论中，也能见到布劳威尔定理的应用。在经济学中，布劳威尔不动点定理以及其推广：角谷静夫定理在证明经济学市场中全局平衡的存在性中扮演了重要角色。后者是由诺贝尔奖获得者吉拉德·德布鲁和肯尼斯·阿罗在二十世纪五十年代发展起来的。
最初研究这个定理的是专研微分方程的以亨利·庞加莱和皮卡为首的法国数学家，因为在证明类似庞加莱-本迪克松定理时需要用到拓扑学的方法。19世纪末期，这个定理的各种类似的版本。一般性的定理是由法国数学家雅克·阿达马在1910年证明的，1912年，魯伊茲·布勞威爾给出了一个新的证明。

## 歷史
布勞威爾不動點定理是代數拓撲的早期成就，還是更多更一般的不動點定理的基礎，在泛函分析中尤其重要。在1904年，首先由Piers Bohl 證明n = 3 的情況（發表於《純綷及應用數學期刊》之內）。後來在1909年，魯伊茲·布勞威爾（L. E. J. Brouwer）再次證明。在1910年，雅克·阿達馬提供一般情況的證明，而布勞威爾在1912年提出另一個不同的證明。這些早期的證明皆屬於非構造性的間接證明，與數學直覺主義理想矛盾。現在已知如何構造（接近）由布勞威爾不動點定理所保證的不動點，見例子 (Karamadian 1977) 和 (Istrăţescu 1981)。

## 叙述
布劳威尔不动点定理有若干种不同的叙述方式，与使用时的上下文有关。
最简单的形式如下：
平面上：每一个从某个给定的闭圆盘射到它自身的连续函数{\displaystyle f}都有至少一个不动点。
推广到任意有限维数的情况，就是：
欧几里得空间中：每一个从某个给定的闭球射到它自己的连续函数都有（至少）一个不动点
一个稍微更一般化的结论是：
每一个从一个欧几里得空间的某个给定的凸紧子集射到它自身的连续函数都有（至少）一个不动点。
而更加著名的是一个还要更一般化的定理：
Schauder不动点定理：每一个从一个巴拿赫空间的某个给定的凸紧子集射到它自身的连续函数都有（至少）一个不动点。

## 例子
这个定理可以通过很实际的例子来理解。比如：取两张一样大小的白纸，在上面画好垂直的坐标系以及纵横的方格。将一张纸平铺在桌面，而另外一张随意揉成一个形状（但不能撕裂），放在第一张白纸之上，不超出第一张的边界。那么第二张纸上一定有一点正好就在第一张纸的对应点的正上方。一个更简单的说法是：将一张白纸平铺在桌面上，再将它揉成一团（不撕裂），放在原来白纸所在的地方，那么只要它不超出原来白纸平铺时的边界，那么白纸上一定有一点在水平方向上没有移动过。
这个断言的根据就是布劳威尔不动点定理在二维欧几里得空间（欧几里得平面）的情况，因为把纸揉皱是一个连续的变换过程。
另一个例子是大商场等地方可以看到的平面地图，上面标有“您在此处”的红点。如果标注足够精确，那么这个点就是把实际地形射到地图的连续函数的不动点。
三维空间中的情况：如果我们用一个密封的锅子煮水，那么总有一个水分子在煮开前的某一刻和煮开后的某一刻处于同样的位置。
地球绕着它的自转轴自转。自转轴在自转过程中是不变的，也就是自转运动的不动点。

## 外部連結
- Brouwer's Fixed Point Theorem for Triangles （页面存档备份，存于） at cut-the-knot
- Brouwer theorem, from PlanetMath with attached proof.
- Reconstructing Brouwer at MathPages